# Pomacea bridgesi
Pomacea bridgesi är en snäckart som först beskrevs av Reeve 1856.  Pomacea bridgesi ingår i släktet Pomacea och familjen äppelsnäckor. Inga underarter finns listade i Catalogue of Life.